# رامپل‌استیلت‌اسکین
رامپل‌استیلت‌اسکین یک داستان تخیلی محبوب آلمانی است. این داستان توسط برادران گریم در سال ۱۸۱۲ از قصه‌های برادران گریم جمع‌آوری شده‌است. به گفتۀ محققان دانشگاه دورام و دانشگاه جدید لیسبون، این داستان حدود ۴۰۰۰ سال قدمت دارد.

## داستان
آسیابان دختری زیبا با مو هایی به رنگ طلایی داشت. او یک روز برای خودشیرینی پیش پادشاه، به دروغ به پادشاه گفت: دخترم می‌تواند نی‌های کاه را با دستگاه ریسندگی مثل موهایش ببافد و به طلا تبدیل کند. (در برخی نسخه‌ها آمده‌است که این ادعا یک لاف ناخواسته از طرف آسیابان بود).

وقتی پادشاه این را شنید، دختر را احضار کرد و او را در اتاقی پر از نی‌های کاه در قصر انداخت و یک چرخ ریسندگی نیز در اتاق گذاشت و به دختر گفت: تا صبح این‌ها را به طلا تبدیل می‌کنی وگرنه سرت را از تنت جدا خواهم کرد. (در برخی نسخه‌ها آمده‌است که پادشاه گفت: … وگرنه تو را تا ابد زندانی خواهم کرد) دخترک که نمی‌توانست بگوید پدرش دروغ گفته و از طرفی هیچ امیدی به انجام این کار نداشت، ناگهان دید یک شیطونک در اتاق ظاهر شد. شیطونک (که در فرهنگ‌های مختلف فقط زمانی که مردم گرفتار شوند می‌آید و با آن‌ها معامله می‌کند) گفت: حاضرم به ازای گردنبندت این کاه‌ها را تبدیل به طلا کنم. دختر قبول کرد.
وقتی فردا صبح پادشاه دید همه کاه‌ها تبدیل به طلا شده، دختر را در اتاق بزرگ‌تری مملو از کاه انداخت و خواست تا فردا دوباره آن‌ها را به طلا تبدیل کند. این بار شیطونک گفت: حاضرم به ازای انگشترت آن‌ها را به طلا تبدیل کنم و دختر قبول کرد. روز سوم دوباره پادشاه او را به اتاق بزرگ‌تری انداخت و گفت: اگر این اتاق را پر از طلا کنی نه تنها تو را آزاد می‌کنم، بلکه با تو ازدواج خواهم کرد وگرنه تو را اعدام می‌کنم.
دختر که چیزی برای معامله با شیطونک نداشت، به شیطونک قول داد: اگر این‌ها را به طلا تبدیل کنی، قول می‌دهم اولین فرزندی که به دنیا خواهم آورد را به تو بدهم. (در برخی نسخه‌ها آمده که شیطونک ابتدا این کار را انجام داد و در آخر گفت که هزینه‌اش اولین فرزند تو می‌شود؛ اما دختر گفت: این هزینه منصفانه نیست و قبول نکرد)
پادشاه به قول خود وفا کرد و با دختر ازدواج کرد. وقتی اولین فرزند دختر به دنیا آمد، شیطونک برگشت و فرزند را از او طلب کرد. دختر حاضر شد تمام ثروتی که از ازدواج با پادشاه داشت را به شیطونک بدهد اما او نپذیرفت. در نهایت شیطونک گفت: اگر بتوانی تا سه روز آینده نام من را حدس بزنی، من دست از سر تو برمی‌دارم. (در برخی نسخه‌ها آمده‌است که او گفته‌است که تا سه روز، روزی سه نام یعنی مجموعاً ۹ نام فرصت داری که حدس بزنی؛ اگر درست بود، دست از برمی‌دارم)

دختر نام‌های مختلفی را گفت اما همه نادرست بود. در شب آخرین روز، او به دنبال شیطونک به جنگل می‌رود (در برخی نسخه‌ها: خدمتکارش را به دنبال شیطونک می‌فرستد) و او را در یک خانه جنگلی می‌یابد. به طوری که دیده نشود، او را زیرنظر می‌گیرد. می‌بیند که شیطونک به دور آتشی می‌رقصد و می‌چرخد و شعری می‌خواند:
امشب امشب نقشه می‌کشم من، فردا فردا بچه رو می‌گیرم من… ملکه عمراً بازی رو ببره؛ چون اسم من سنگینه: اسمم «رامپل‌استیلت‌اسکین» ه؛ و به این صورت نام خود را فاش می‌کند..
روز سوم که شیطونک برای آخرین حدس می‌آید، دختر برای ردگم‌کنی ابتدا یک نام اشتباه می‌گوید اما در حدس دوم نام او را فاش می‌کند: رامپل‌استیلت‌اسکین و به این صورت بازی را می‌برد…

## انواع مختلف
یک نسخه ادبی در فرانسه نوشته شده‌است. نسخه ای از آن در مجموعه کابینه پری‌ها، وجود دارد. صص ۱۳۱–۱۲۵.
مردم کورنی داستان دافی و اهریمن بازی می‌کند از یک طرح اساساً شبیه این برنامه شامل یک «شیطان» به نام تری بالا.

### روانشناسی
1. ارزش و قدرت استفاده از اسامی و عناوین شخصی در روانشناسی، مدیریت، تدریس و قانون آزمایش به خوبی مشخص شده‌است. غالباً از آن به عنوان «اصل رامپل‌استیلت‌اسکین» یاد می‌شود.
2. Brodsky, Stanley (2013). "The Rumpelstiltskin Principle". APA PsycNET. American Psychological Association.
3. Winston, Patrick (2009-08-16). "The Rumpelstiltskin Principle". M.I.T. Edu.
4. van Tilburg, Willem (1972). "Rumpelstiltskin: The magic of the right word". Academia. {{cite journal}}: Cite journal requires |journal= (help)

## نگارخانه

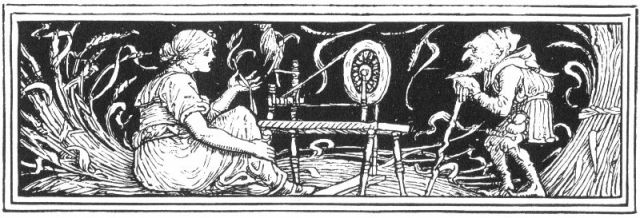
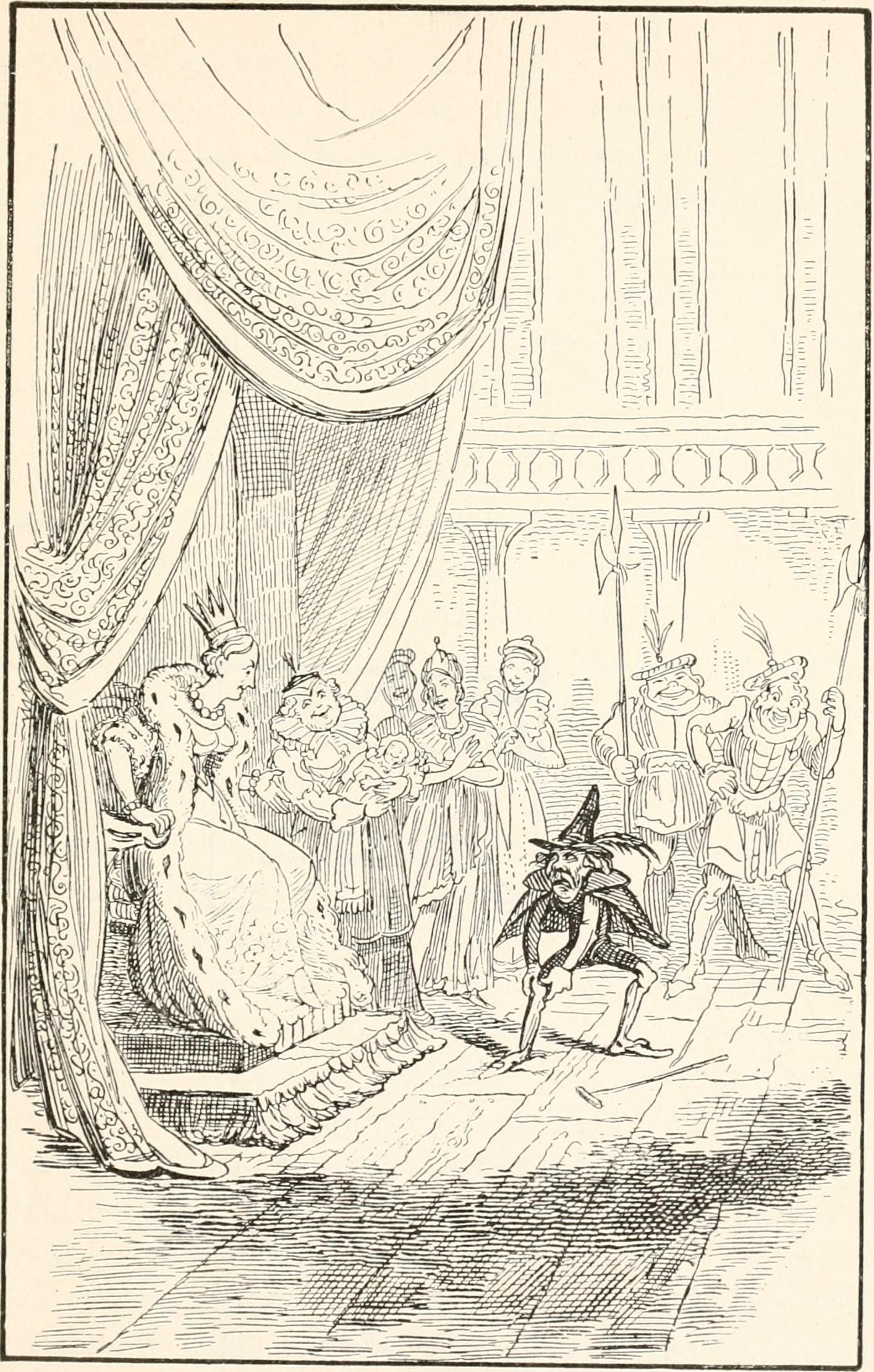
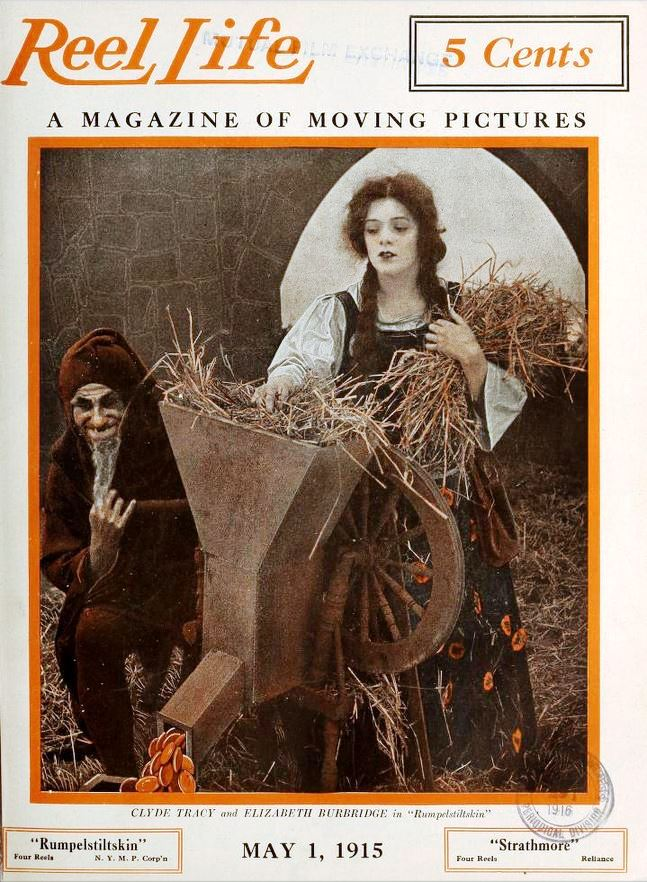

## کتابشناسی انتخاب شده
- Bergler, Edmund (1961). "The Clinical Importance of "Rumpelstiltskin" As Anti-Male Manifesto". American Imago. 18 (1): 65–70. ISSN 0065-860X. JSTOR 26301733.
- Marshall, Howard W. (1973). "'Tom Tit Tot'. A Comparative Essay on Aarne-Thompson Type 500. The Name of the Helper". Folklore. 84 (1): 51–57. doi:10.1080/0015587X.1973.9716495. ISSN 0015-587X. JSTOR 1260436.
- Ní Dhuibhne, Éilis (2012). "The Name of the Helper: "Kinder- und Hausmärchen" and Ireland". Béaloideas. 80: 1–22. ISSN 0332-270X. JSTOR 24862867.
- Rand, Harry (2000). "Who was Rupelstiltskin?". The International Journal of Psychoanalysis (به انگلیسی). 81 (5): 943–962. doi:10.1516/0020757001600309. PMID 11109578.
- von Sydow, Carl W. (1909). Två spinnsagor: en studie i jämförande folksagoforskning (به سوئدی). Stockholm: P.A. Norstedt.
- Yolen, Jane (1993). "Foreword: The Rumpelstiltskin Factor". Journal of the Fantastic in the Arts. 5 (2 (18)): 11–13. ISSN 0897-0521. JSTOR 43308148.
- Zipes, Jack (1993). "Spinning with Fate: Rumpelstiltskin and the Decline of Female Productivity". Western Folklore. 52 (1): 43–60. doi:10.2307/1499492. ISSN 0043-373X. JSTOR 1499492.
- T., A. W.; Clodd, Edward (1889). "The Philosophy of Rumpelstilt-Skin". The Folk-Lore Journal. 7 (2): 135–163. ISSN 1744-2524. JSTOR 1252656.